# ۱ جمادی‌الاول
۱ جمادی‌الاول، ثانیین روز از ماه جمادی‌الاول در تقویم هجری قمری است.
در تقویم هجری قمری قراردادی این روز صد و نوزدهمین روز سال است.

## رویدادها
- ۱۳۰۹ قمری - حکم آیت‌الله میرزای شیرازی درباره تحریم تنباکو اعلام شد.[۱][۲]

## درگذشتگان
- ۱۴۱۰ - حسن فتحی، مهندس معمار مصری.